# Unione Sportiva Anconitana-Bianchi 1938-1939
Questa pagina raccoglie i dati riguardanti l'Unione Sportiva Anconitana-Bianchi nelle competizioni ufficiali della stagione 1938-1939.

## Rosa
| N. |                   | Ruolo | Calciatore         |
| -- | ----------------- | ----- | ------------------ |
|    | Italia (bandiera) | C     | Bruno Baruzzi      |
|    | Italia (bandiera) | C     | Guido Bonazzi      |
|    | Italia (bandiera) | A     | Nicola Bruscantini |
|    | Italia (bandiera) | A     | Augusto Cristina   |
|    | Italia (bandiera) | C     | Bruno Fanesi       |
|    | Italia (bandiera) | D     | Elvisio Fattorini  |
|    | Italia (bandiera) | C     | Silvio Finotto     |
|    | Italia (bandiera) | A     | Gustavo Fiorini    |
|    | Italia (bandiera) | P     | Giovanni Garbo     |
|    | Italia (bandiera) | C     | Ellero Ghetti      |

| N. |                    | Ruolo | Calciatore           |
| -- | ------------------ | ----- | -------------------- |
|    | Italia (bandiera)  | A     | Lama                 |
|    | Uruguay (bandiera) | A     | Norberto Liguera     |
|    | Italia (bandiera)  | P     | Mario Necchi         |
|    | Italia (bandiera)  | D     | Franco Pincelli      |
|    | Italia (bandiera)  | D     | Ferruccio Ratti      |
|    | Italia (bandiera)  | D     | Andrea Scaccini      |
|    | Italia (bandiera)  | A     | Corrado Silvestrelli |
|    | Italia (bandiera)  | A     | Luigi Torti          |
|    | Italia (bandiera)  | C     | Giuseppe Varoli      |
|    | Italia (bandiera)  | A     | Giuseppe Zuccotti    |